# Mostki (Świebodzin)
Mostki (deutsch Möstchen) ist ein Dorf in der Gemeinde Lubrza (Liebenau) im Powiat Świebodziński in der polnischen Woiwodschaft Lebus.

## Geographische Lage
Das Dorf liegt in der Neumark, zwischen Świebodzin (Schwiebus) und Łagów (Lagow), beim Großen Nieschlitzsee (Jezioro Niesłysz), südwestlich der Ortschaft Lubrza (Liebenau).

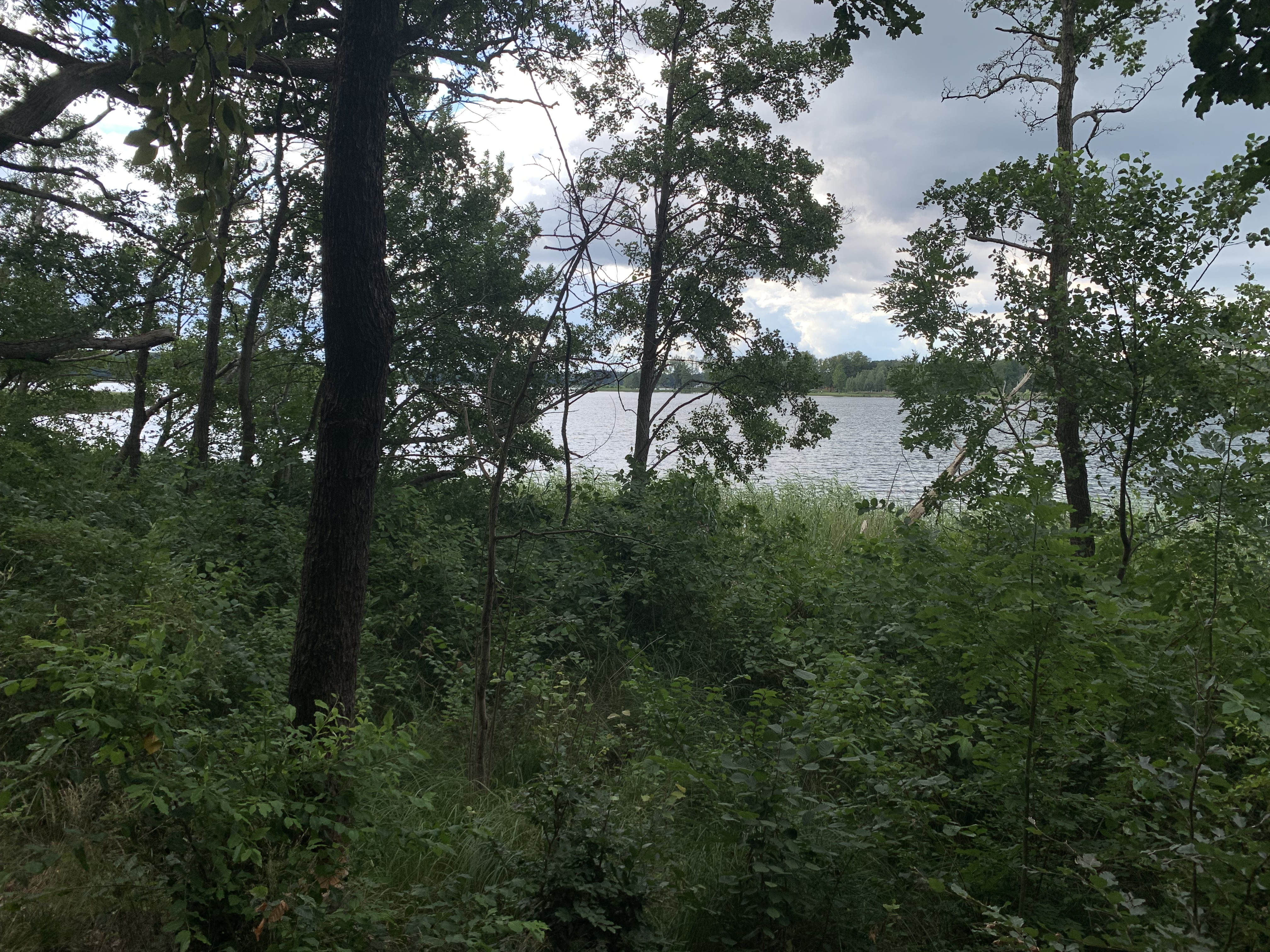
Grosser Nieschlitzsee / Jezioro Niesłysz
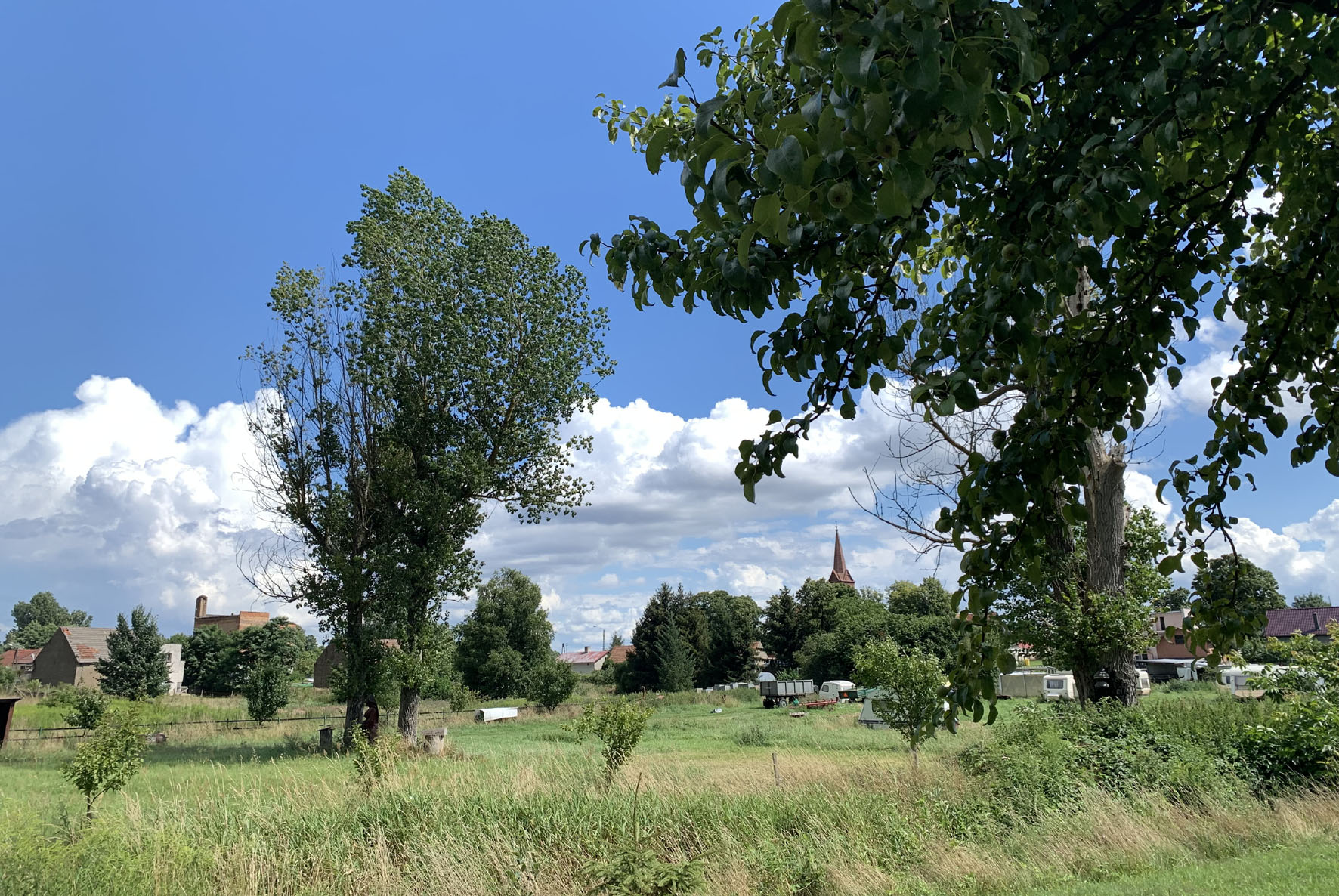
Möstchen/Mostki von Westen gesehen, mit Kirche

## Geschichte

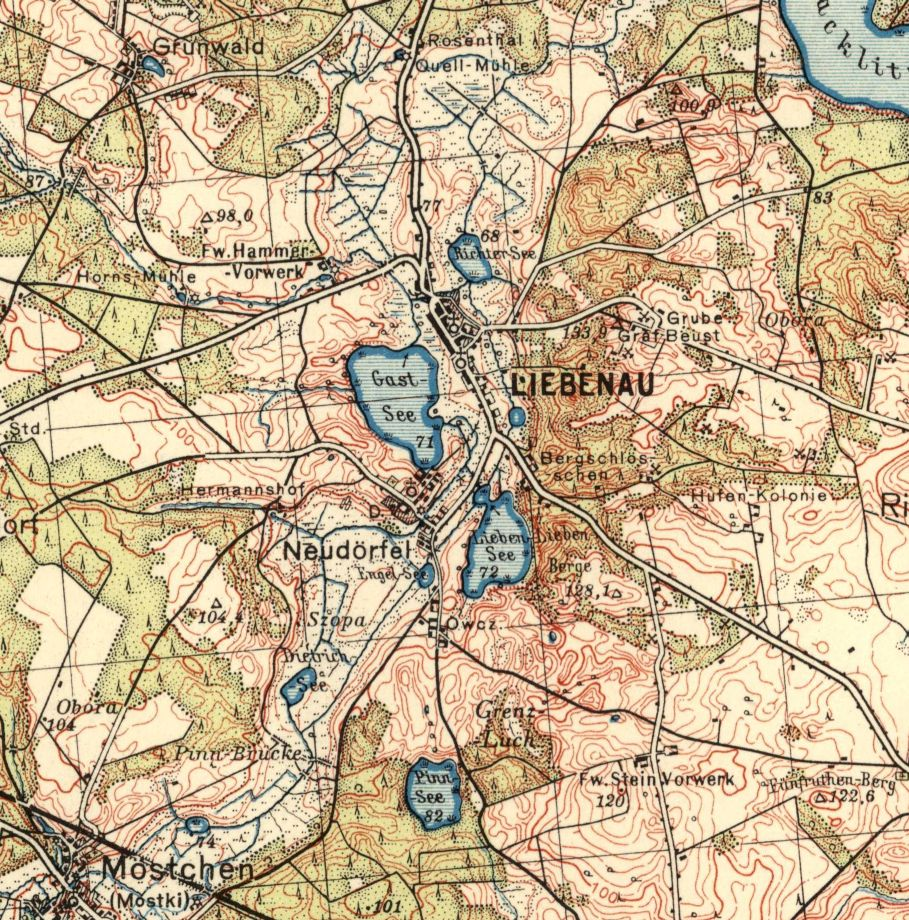
Möstchen südwestlich von Liebenau auf einer Landkarte von 1936

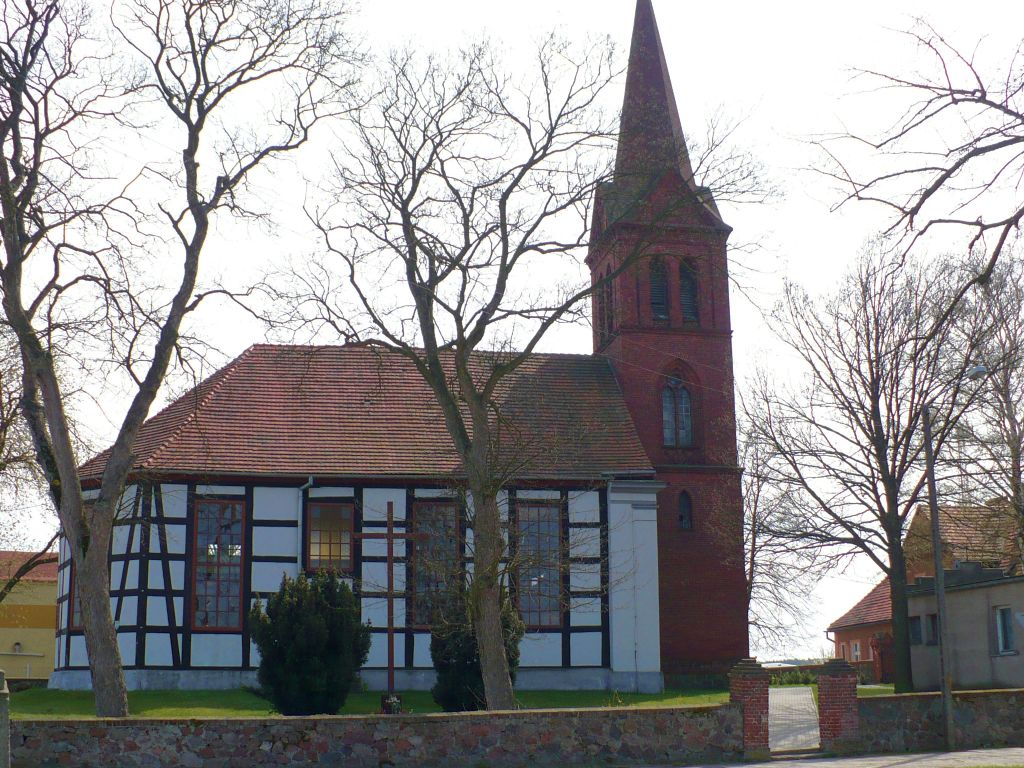
Ehemalige evangelische Kirche von Möstchen

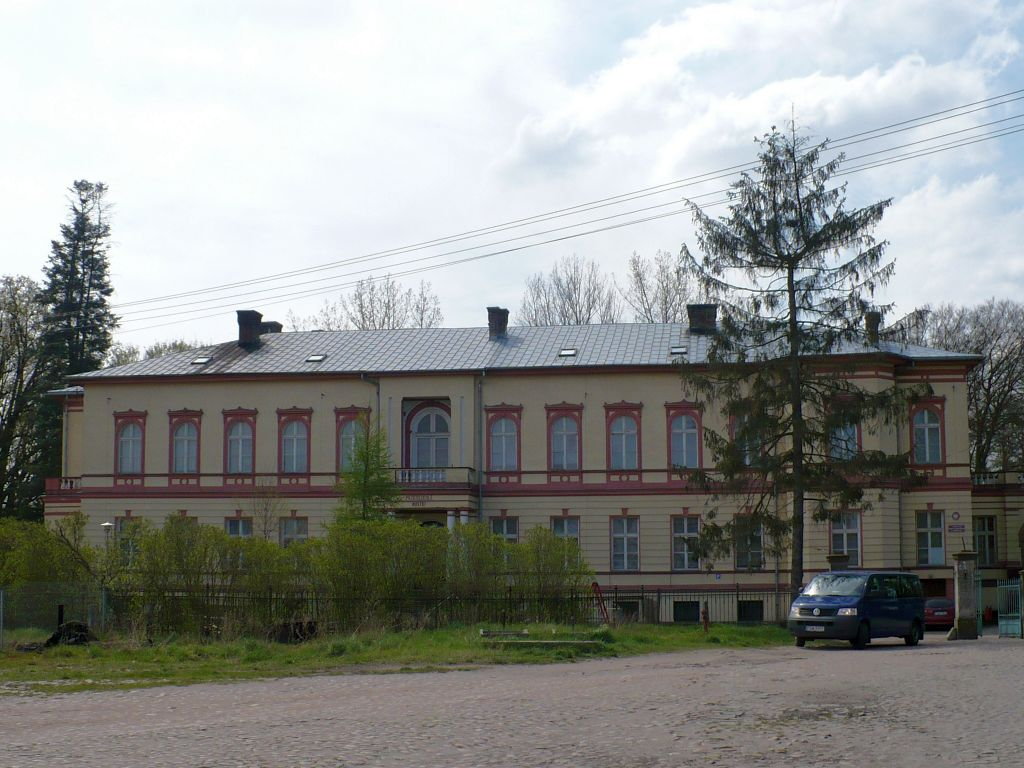
Ehemaliges Herrenhaus des Guts Möstchen, heute als Schulgebäude genutzt

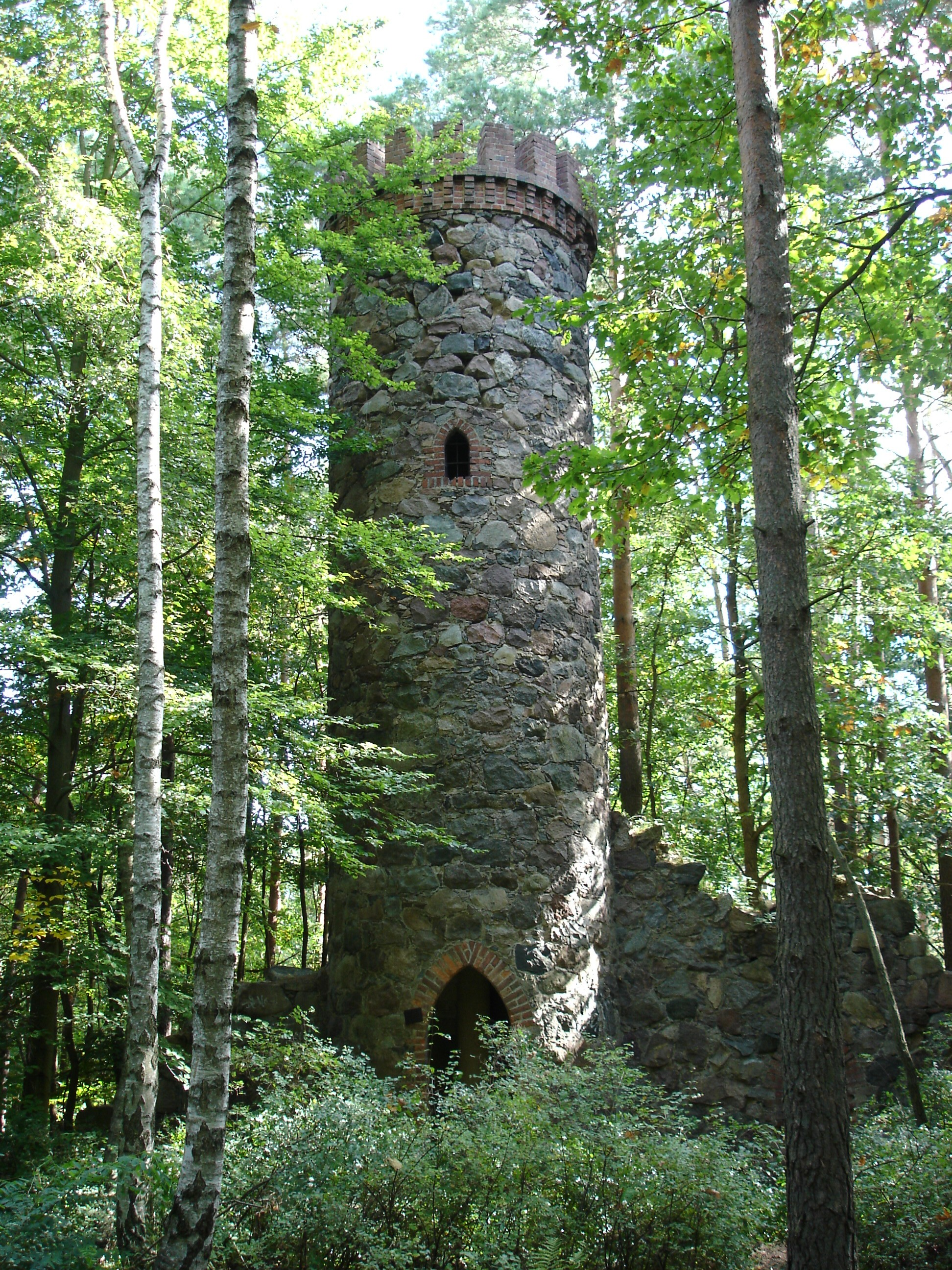
Bismarckturm von Möstchen, etwa 1,5 km westlich der Ortschaft gelegen

Im 14. Jahrhundert befand sich die Ortschaft im Besitz der Familie Löben. Von 1650 bis 1693 war Möstchen im Besitz derer von Pfuel. Um die Mitte des 19. Jahrhunderts war die in Züllichau wohnhafte Frau Landrätin von Brescius, geb. Paech-Seeläsgen, Erbin und Besitzerin des Ritterguts Möstchen. Sie stammt aus der Vorbesitzerfamilie Paech-Seeläsgen. In der Ortschaft gab es drei Wassermühlen. Das Patronat über die evangelische Dorfkirche übte die Gutsherrschaft aus.
1869 erwarb der nachfolgend nobilitierte Teil der Familie Schulz (Schulz 3 genannt) die Besitzung. Besitzer wurde Friedrich Schulz von Heinersdorf (1834–1894), verheiratet mit der Generalstochter Anna Kayser, deren Kinder alle schon in Möstchen geboren wurden. 1930, also vor der Wirtschaftskrise, beinhaltete das Rittergut des Hans-Henning von Schulz (1884–1957) mit Nebengütern 1735 ha. Davon waren 917 ha Forsten.
Das Dorf gehörte bis 1945 zum Landkreis Züllichau-Schwiebus.
Gegen Ende des Zweiten Weltkriegs wurde die Region mit dem Dorf von der Roten Armee besetzt. Nach Kriegsende wurde Möstchen unter polnische Verwaltung gestellt. In der Folgezeit wurde die Bevölkerung von der örtlichen polnischen Verwaltungsbehörde vertrieben und durch Polen ersetzt.

## Demographie
| Jahr | Einwohner | Anmerkungen                                |
| ---- | --------- | ------------------------------------------ |
| 1840 | 417       | [ 5 ]                                      |
| 1858 | 532       | darunter zwanzig Katholiken und vier Juden |
| 1933 | 515       | [ 9 ]                                      |
| 1939 | 494       | [ 9 ]                                      |
| 1998 | 532       |                                            |
| 2011 | 543       |                                            |

## Persönlichkeiten
- Theodor von Brescius (1798–1871), Gutsbesitzer, Landrat und preußischer Parlamentarier
- Elli Hecker (* 1926), Präsidiumsmitglied des Anglerverbandes der DDR

## Sehenswürdigkeiten
- klassizistisches Gutshaus
- Kirche[10]
- Bunker der Festungsfront Oder-Warthe-Bogen
- Aussichtsturm
- Mini Zoo des örtlichen Autohofs[11]